# Hochfeld (Taching am See)
Hochfeld ist ein Gemeindeteil von Taching am See auf der Gemarkung Tengling.
Die Einöde liegt gut einen Kilometer nordöstlich von Tengling und 4,5 km nördlich von Taching am See auf freier Flur.
Im Amtlichen Ortsverzeichnis von 1987 wurde der Ort noch nicht erwähnt und auf der topografischen Karte von 1995 ist an seiner Lage keine Bebauung dargestellt. Die topografische Karte von 2007 zeigt zwei große Gebäude, offensichtlich die Wirtschaftsgebäude der heutigen Hofstelle. Das heute bestehende Wohnhaus ist auf dieser Karte nicht eingetragen.